# Jan Rydel
Jan Lucjan Rydel, (ur. 1959 w Krakowie) – polski historyk, profesor nauk humanistycznych, nauczyciel akademicki Uniwersytetu Jagiellońskiego i Państwowej Wyższej Szkoły Zawodowej w Oświęcimiu. Przewodniczący Komitetu Sterującego Europejska Sieć Pamięć i Solidarność. 

## Życiorys
Syn Jacka i Marii Rydlów, prawnuk Lucjana Rydla. Ukończył studia historyczne na Wydziale Filozoficzno-Historycznym Uniwersytetu Jagiellońskiego (praca magisterska: Wojna w Mandżurii 1904-1905. Nowe zjawiska w sztuce wojennej). W 1986 obronił pracę doktorską pt. Polski żołnierz w służbie Cesarza i Króla. Generałowie i admirałowie narodowości polskiej w siłach zbrojnych Austro-Węgier w latach 1868-1918 (promotor: prof. Marian Zgórniak). Stopień doktora habilitowanego uzyskał w 2001 na podstawie rozprawy: "Polska okupacja" w północno-zachodnich Niemczech 1945-1948. Nieznany rozdział stosunków polsko-niemieckich. 19 lutego 2014 uzyskał tytuł profesora nauk humanistycznych.
Był pracownikiem Instytutu Historii Uniwersytetu Jagiellońskiego. W 2010 przeszedł do Instytutu Politologii Uniwersytetu Pedagogicznego w Krakowie. Jego zainteresowania badawcze obejmują historię Niemiec i Austrii XX-XXI wieku, a także historię wojskowości XIX-XX wieku. Jest członkiem Polskiej Akademii Umiejętności.
W latach 2001–2005 kierował Wydziałem Kultury i Informacji w Ambasadzie RP w Berlinie. Pełnił funkcję kustosza Muzeum Młodej Polski w Rydlówce. W 2010 został mianowany przez ministra kultury Bogdana Zdrojewskiego polskim koordynatorem Europejskiej Sieci Pamięć i Solidarność.

## Publikacje
- 1997: Najnowsza historia świata 1945-1995 (redaktor i współautor)
- 2000: "Polska okupacja" w północno-zachodnich Niemczech 1945-1948. Nieznany rozdział stosunków polsko-niemieckich
- 2001: W służbie cesarza i króla: generałowie i admirałowie narodowości polskiej w siłach zbrojnych Austro-Węgier w latach 1868-1918